# Flughafen Nikosia

i8
i11
i13
Der internationale Flughafen Nikosia (griechisch Διεθνές Αεροδρόμιο Λευκωσίας, türkisch Lefkoşa Uluslararası Havalimanı, IATA-Code: NIC, ICAO-Code: LCNC) war der einzige öffentliche Flughafen Zyperns. Nachdem sein Gebiet während des Zypernkonflikts 1974 zur UN-Schutzzone erklärt worden war, musste der Flughafen schließen.

## Geschichte

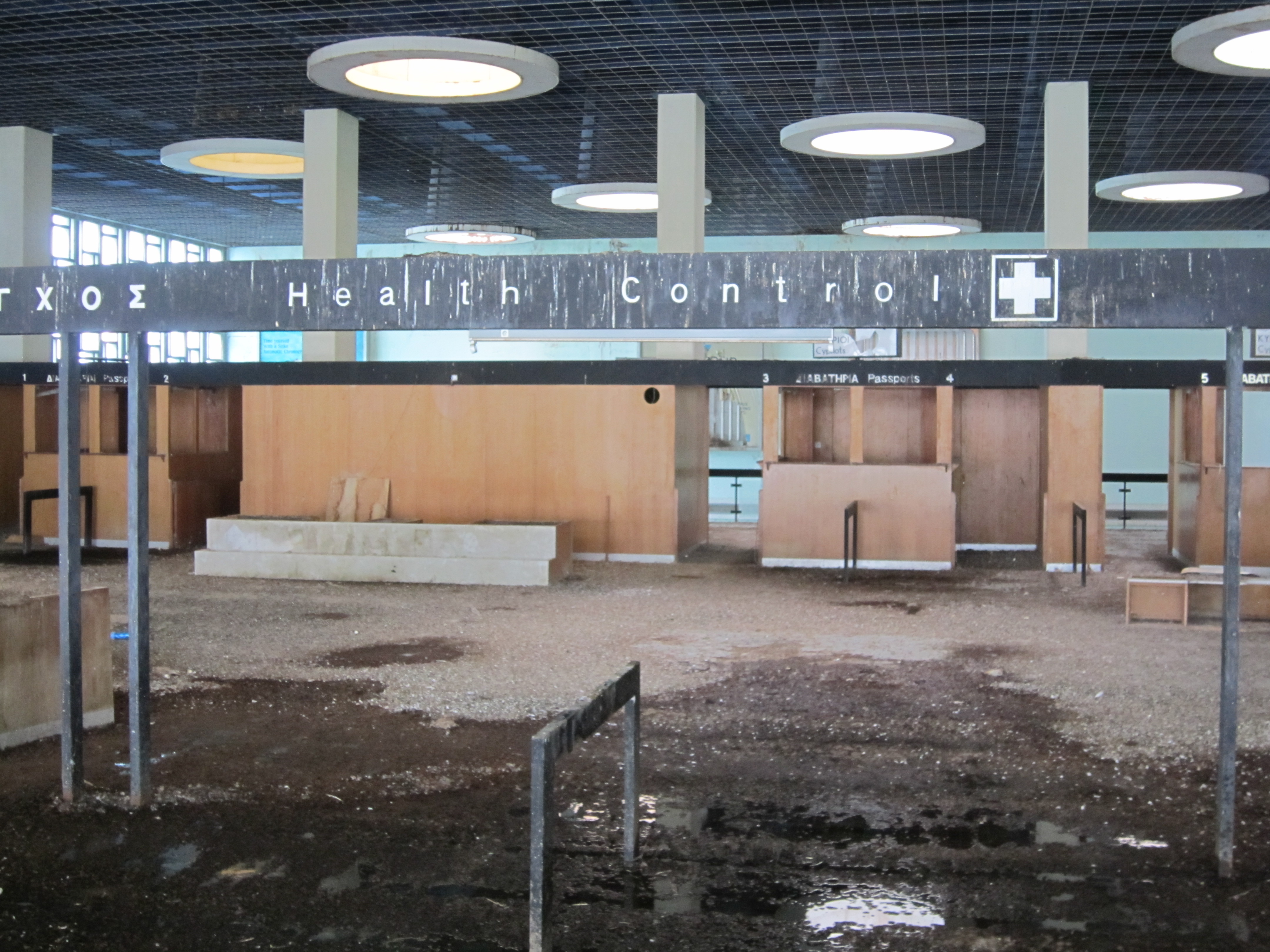
Der Innenraum des Terminals dient mittlerweile als Brutstätte zahlreicher Vögel

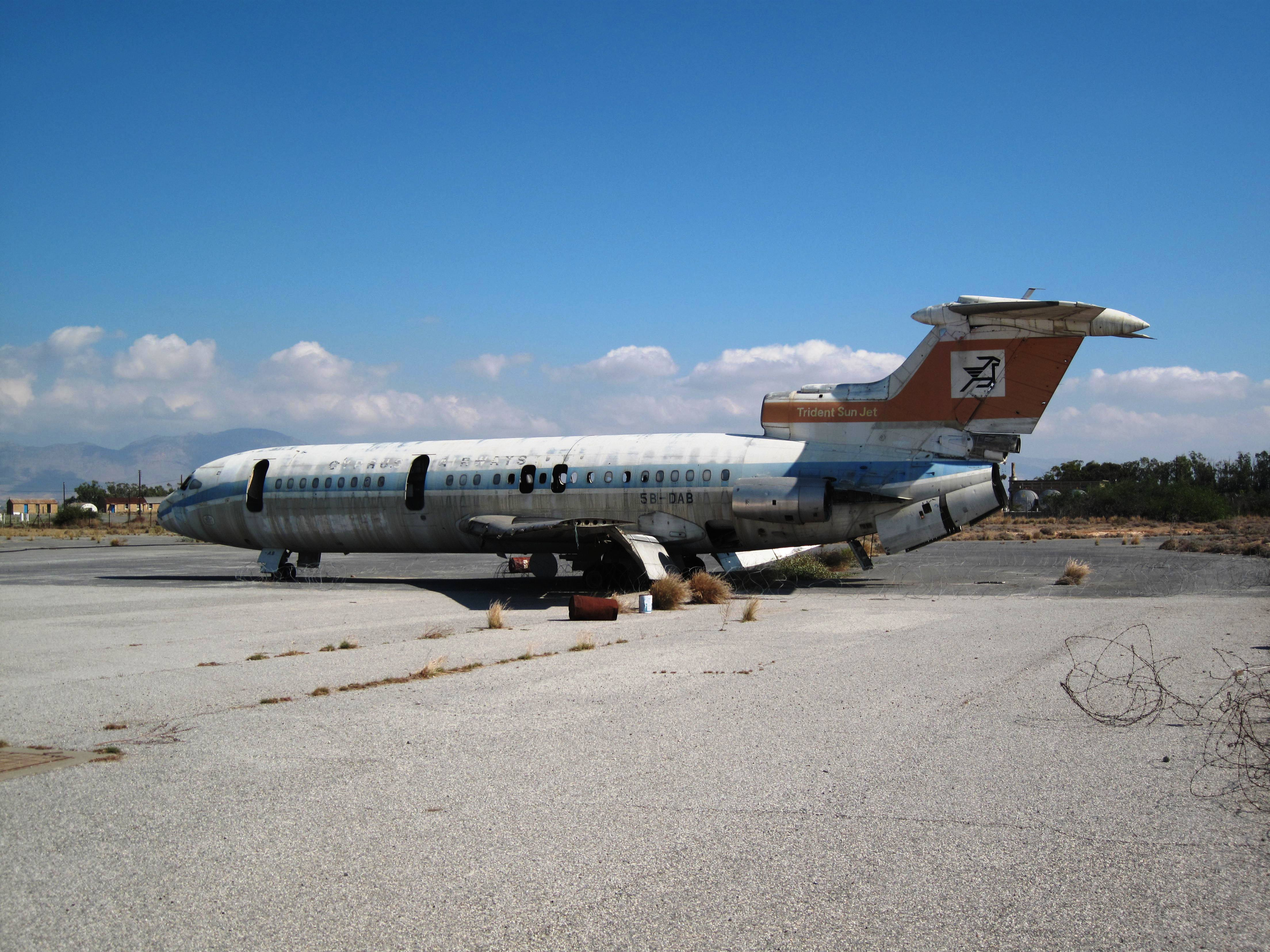
Die durch die türkischen Luftstreitkräfte zerstörte Hawker Siddeley Trident der Cyprus Airways, 2009

Das Flugfeld Nikosia wurde von der Royal Air Force seit den 1930er Jahren genutzt. Während des Zweiten Weltkrieges wurde die Landebahn von dem Unternehmen J&P ausgebaut. Am 24. September 1947 nahm Cyprus Airways von diesem den Linienverkehr auf.
Durch die Aufgabe diverser Stützpunkte am Suez-Kanal, im Irak und Jordanien wurde die Royal Air Force Station Nicosia, kurz RAF Nicosia, Ende der 1950er Jahre ein wichtiger Stützpunkt der britischen Middle East Air Force. Die einstmals wichtigste RAF-Station im Nahen Osten wurde 1966 zugunsten des neueren Flugplatzes Akrotiri in einer der beiden Sovereign Base Areas aufgegeben.
1966 begann der Bau des neuen Terminals. In die Planung involviert war das Wiesbadener Ingenieurbüro Dorsch und Gehrmann, das sich auf die Isolierung gegen Fluglärm spezialisiert hatte. 1968 wurde das Terminal eröffnet. In den frühen 1970er Jahren geriet der Flughafen an seine Kapazitätsgrenzen; im Juni 1974 wurden Ausbaupläne vorgestellt.
Während des Zypernkonflikts zerstörten türkische Luftstreitkräfte zwei der aus drei Trident-Jets bestehenden Flotte von Cyprus Airways; eine der Maschinen befand sich auch 2024 noch als Wrack vor Ort. Kurze Zeit später lag der Flughafen zwischen den Fronten im Zypernkonflikt und die UN erklärte diesen zur UN-Schutzzone. Mitten in der touristischen Hauptsaison verlor Cyprus Airways seine Flugzeuge und seine Basis. In Larnaka wurde auf einem ehemaligen Militärflugplatz ein Flugfeld hergerichtet; es wurde im Februar 1975 eröffnet und später ausgebaut.
Zahlreiche Gespräche, den Flughafen wieder für den zivilen Luftverkehr zu öffnen, scheiterten bisher. Seine Rolle als internationaler Flughafen der Republik Zypern übernahm der Flughafen Larnaka, Flüge in der Türkischen Republik Nordzypern werden vom Flughafen Ercan aus abgewickelt.
Am 11. Februar 2014 diskutierten die Führer der beiden Volksgruppen (Nikos Anastasiades und Derviş Eroğlu) auf dem Gelände des alten Flughafens von Nikosia über die Wiedervereinigung von Zypern. Die Gespräche an diesem symbolträchtigen Ort fanden unter der Schirmherrschaft der Vereinten Nationen statt und waren die ersten seit über zwei Jahren.

## Zwischenfälle
- Am 4. März 1956 explodierte im vorderen Frachtraum einer Handley Page Hermes IV der britischen Skyways Ltd (Luftfahrzeugkennzeichen G-ALDW) auf dem Flughafen Nikosia eine Sprengladung. Die Maschine sollte mit 68 Passagieren nach England fliegen, war aber verspätet, weil einer der Piloten nicht geweckt worden war und sein Frühstück einnehmen musste, bevor er zum Abflug bereit war. Deshalb kamen Personen nicht zu Schaden. Das Flugzeug wurde irreparabel beschädigt.[2]

- Am 20. April 1967 wurde eine Bristol Britannia 313 der Schweizer Globe Air (HB-ITB) im Anflug auf den Flughafen Nikosia vier Kilometer vor der Landebahn in einen Hügel geflogen. 126 der 130 Insassen starben bei diesem CFIT (Controlled flight into terrain, siehe Flugzeugkatastrophe von Nikosia).[3]

- Am 22. Juli 1974 kam es während der türkischen Invasion Zyperns im Bereich des Flughafens Nikosia zu mehreren Totalschäden von Noratlas-Transportflugzeugen der griechischen Luftstreitkräfte:
  - Eine Nord Noratlas 2501D der griechischen Luftstreitkräfte (Kennzeichen 52-133) wurde im Anflug auf den Flughafen Nikosia durch schweres Flugabwehrfeuer getroffen und stürzte knapp 4 Kilometer vor der Landebahn ab. Von den 32 Insassen wurden 31 getötet.[4]
  - Eine weitere Noratlas 2501D (52-139) wurde im Anflug auf den Flughafen Nikosia versehentlich durch Flugabwehrfeuer der griechisch-zypriotischen Streitkräfte beschossen und konnte auf dem Flughafen notgelandet werden. Von den 13 Insassen wurden 2 getötet.[5]
  - Zwei weitere Noratlas 2501D (52-143, 53-207) wurde einige Zeit nach der Landung auf dem Flughafen Nikosia von den türkischen Invasionstruppen zerstört.[6][7]